# Hütten (Svizzera)
Hütten (toponimo tedesco) è una frazione del comune svizzero di Wädenswil del distretto di Horgen, nel Canton Zurigo. Sino al 1° gennaio 2019 costituiva un comune autonomo.

## Storia
Il 21 maggio 2017, a Hütten e a Schönenberg si è tenuto un referendum per la fusione dei rispettivi comuni con la città di Wädenswil, con decorrenza dal 1° gennaio 2018.. A causa di continue obiezioni alla fusione, essa è entrata in vigore un anno dopo. 

## Monumenti e luoghi d'interesse

La chiesa riformata

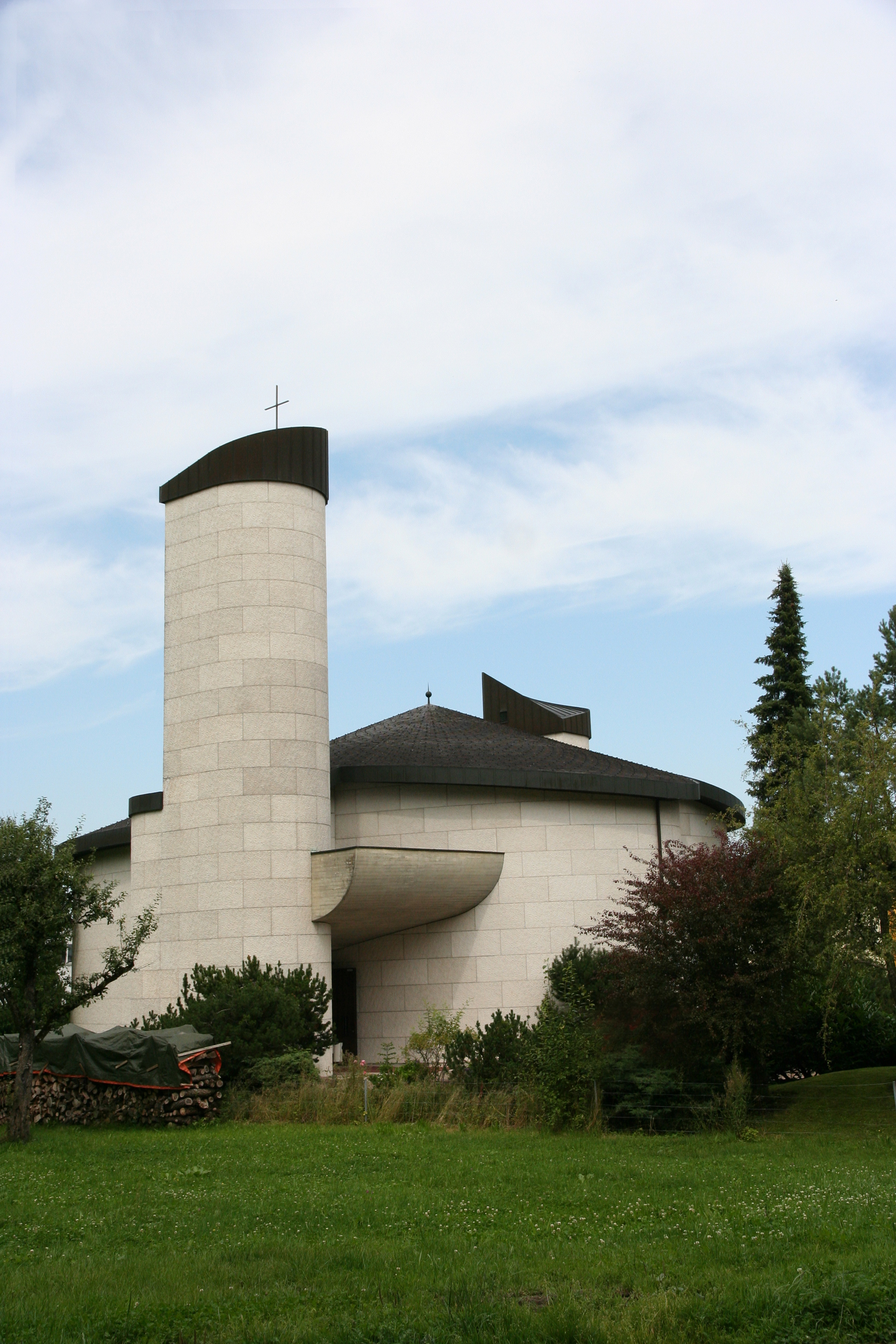
La chiesa di San Giacomo

- Chiesa riformata, eretta nel 1856[4].
- Chiesa cattolica di San Giacomo, eretta nel 1969[4].

## Società

### Evoluzione demografica
L'evoluzione demografica è riportata nella seguente tabella:

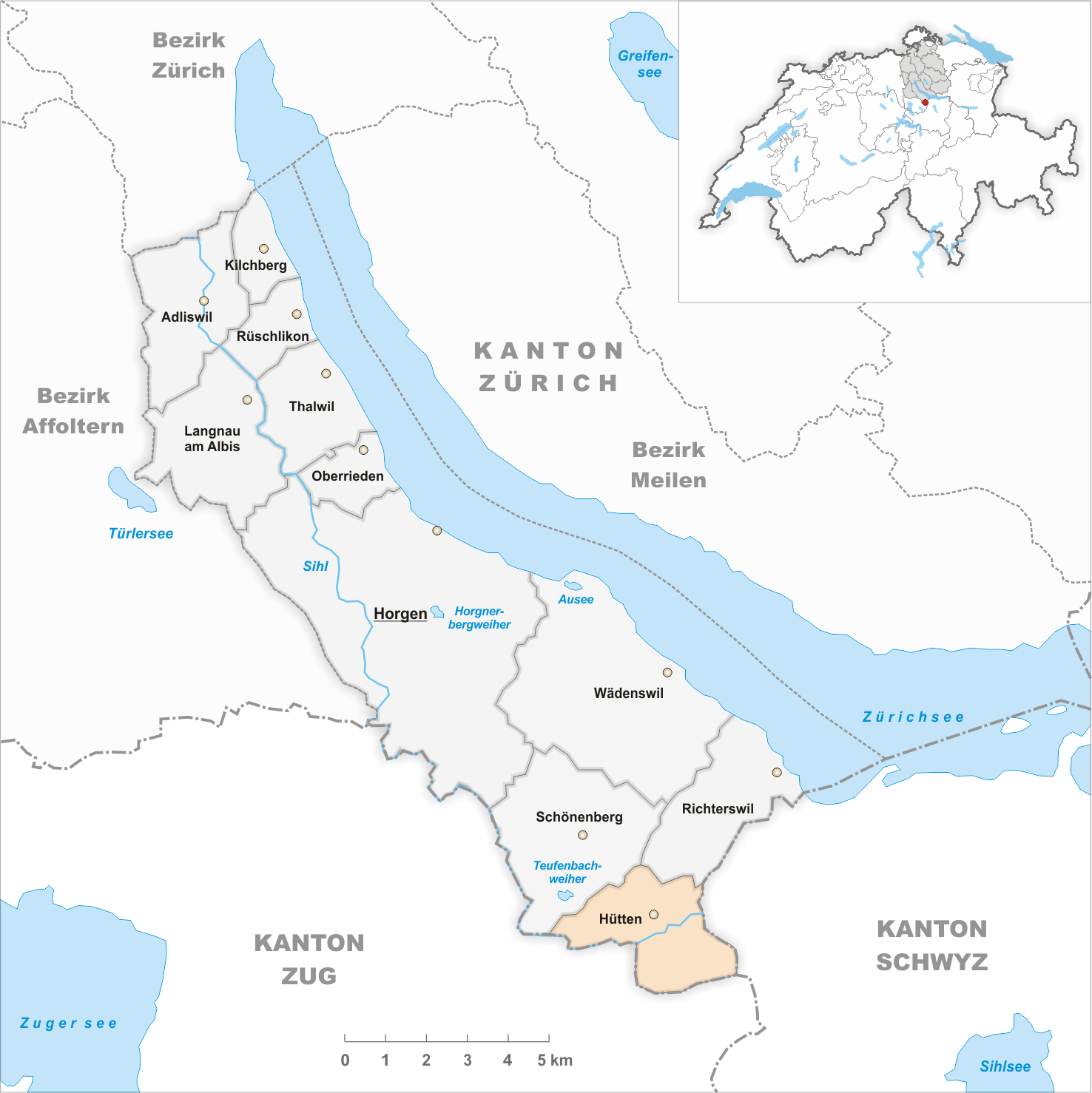
Il comune di Hütten prima della fusione del 1° gennaio 2019

Abitanti censiti

## Amministrazione
Ogni famiglia originaria del luogo fa parte del cosiddetto comune patriziale e ha la responsabilità della manutenzione di ogni bene ricadente all'interno dei confini del comune.